# Vritz
Vritz (bretonsko Gwerid) je naselje in občina v francoskem departmaju Loire-Atlantique regije Loire. Leta 2012 je naselje imelo 765 prebivalcev.

## Geografija
Kraj leži v pokrajini Bretaniji na meji z Anjoujem, 54 km severovzhodno od Nantesa.

## Uprava
Občina Vritz skupaj s sosednjimi občinami Anetz, Ancenis, Belligné, Bonnœuvre, La Chapelle-Saint-Sauveur, Couffé, Le Fresne-sur-Loire, Maumusson, Mésanger, Montrelais, Oudon, Pannecé, Le Pin, Pouillé-les-Côteaux, La Roche-Blanche, La Rouxière, Saint-Géréon, Saint-Herblon, Saint-Mars-la-Jaille, Saint-Sulpice-des-Landes in Varades sestavlja kanton Ancenis s sedežem v Ancenisu; slednji je tudi sedež okrožja Ancenis.

## Zanimivosti
- cerkev sv. Gervazija in Protazija iz konca 80-ih let 19. stoletja,
- grad château de la Bouvraie iz 15. stoletja,

.